# Sancho Blázquez Dávila
Sancho Blázquez Dávila fou un religiós castellà, d'origen noble, que esdevingué bisbe d'Àvila entre 1312 i 1355.
D'origen nobiliari, el llinatge havia estat una de les primeres pobladores d'Àvila i posseïa la senyoria de Navamorcuende-Cardiel, era fill de Blasco Ximeno, i germà de Fernán Blázquez, que fou alcalde d'Àvila. Fou bisbe d'Àvila entre 1312 i 1355. Ostentà altres càrrecs al llarg de la seva vida, i combinats amb el càrrec episcopal: fou notari major de Castella entre 1313 i 1320; canceller major de Castella entre 1325 i 1326, aquest darrer càrrec, el va compatibilitzar amb el de notari major de la casa del rei. Era, a més, senyor de la població de Villatoro, un mayorazgo que va fundar el 1328. Al final del seu episcopat va intervenir en les desavinences matrimonials del rei Pere I. També va participar en el setge de Gibraltar i va ser una figura important durant la minoria d'Alfons IX, especialment amb les revoltes de Toro, Valladolid i Zamora. Finalment, va fundar el monestir cistercenc d'Àvila i l'hospital de San Vicente, i va actuar en la basílica de San Vicente, en aprovar les constitucions de la confraria en honor del màrtir.
Gràcies a haver ostentat durant més de quaranta anys el bisbat d'Àvila, va fer ús de pràctiques de caràcter nepotista: va col·locar en el capítol catedralici als seus parents, com el seu renebot, Sancho Sánchez, que fou canonge i ardiaca d'Olmedo el 1338, i el canonge Fernán Blázquez. Gil González Dávila diu que Blázquez va morir a Valladolid, i va ser enterrat a la catedral d'Àvila, a la capella de sant Blai.